# Sommerau (Bajo Rin)
Sommerau es una comuna nueva francesa situada en el departamento de Bajo Rin, de la región de Gran Este.

## Historia
Fue creada el 1 de enero de 2016, en aplicación de una resolución del prefecto de Bajo Rin de 15 de diciembre de 2015 con la unión de las comunas de Allenwiller, Birkenwald, Salenthal y Singrist, pasando a estar el ayuntamiento en la antigua comuna de Allenwiller.

## Demografía
| Gráfica de evolución demográfica de Sommerau (Bajo Rin) entre 1800 y 2013 |
|                                                                           |

Los datos entre 1800 y 2013 son el resultado de sumar los parciales de las cuatro comunas que forman la nueva comuna de Sommerau, cuyos datos se han cogido de 1800 a 1999, para las comunas de Allenwiller, Birkenwald, Salenthal y Singrist de la página francesa EHESS/Cassini. Los demás datos se han cogido de la página del INSEE.

## Composición
| Comuna delegada | Código INSEE | Población (2013) | Superficie (km²) | Densidad (hab./km²) |
| --------------- | ------------ | ---------------- | ---------------- | ------------------- |
| Allenwiller     | 67004        | 535              | 5.96             | 90                  |
| Birkenwald      | 67041        | 283              | 5.12             | 55                  |
| Salenthal       | 67431        | 246              | 1.34             | 184                 |
| Singrist        | 67469        | 402              | 3.54             | 114                 |